# الزاحف الأوروبي
زاحف الليل الأوروبي، بالإنجليزية (European nightcrawler) هو دودة أرض حجمها متوسط إلي صغير وفي المتوسط يكون وزنها نحو 1.5 غرام عندما تصل لمرحلة البلوغ . الدودة مخططة باللون الوردي الغامق أو الأحمر، غالبًا ما تكون أطراف ذيولها صفراء باهتة. عندما لا يتم تغذية الدودة يكون لونها وردي باهت. عادة ما توجد هذه الدودة في فضلات الغابات التي توجد تحت الأرض وتربة الحدائق الغنية بالمادة العضوية في البلدان الأوروبية. تباع ديدان زاحف الليل الأوروبي في المقام الأول كدودة الطعم، لكن شعبيته كدودة سماد تتزايد. 

## أصل التسمية
يدعى جنس إيسينيا Eisenia بهذا الاسم على اسم العالم السويدي غوستاف آيزن . وفقًا للقانون الدولي لقواعد علم الحيوان ، يتم وضع hortensis النعت بعد اسم الجنس ؛ مشتق من hortus اللاتينية بمعنى «حديقة». 

## استعمال
مقارنة بـ الديدان الحمراء (الريد ويجلر) ، تعمل ديدان زاحف الليل الأوروبي بشكل أفضل في بيئة ذات نسبة كربون إلى نيتروجين أعلى. هذا يجعلها مناسبة تمامًا لإنتاج السماد الغني بالمواد الليفية ذو اللون البني .  مشكلة ديدان زاحف الليل أنها يمكن أن تتغذي علي جذور النباتات لذا يجب أن يستخدموا فقط في أنظمة الكومبوست الموجودة في أجزاء من العالم ذات النظم الإيكولوجية للغابات الشمالية والمنحلة الشمالية أو في مزارع الدود.  تعد ديدان زاحف الليل أفضل في الصيد من باقي الديدان 

## التكاثر
ديدان زاحف الليل الأوروبي تكون خنثى ، أي لديه كل من الأعضاء التناسلية للذكور والإناث كباقي الديدان. تلمس كل دودة الأخري من حيث السرج، الشريط الكبير ذو اللون الفاتح والذي يحتوي على الأعضاء التناسلية للديدان، والتي تكون بارزة فقط أثناء عملية التكاثر. الديدان تتبادل الحيوانات المنوية . قد تفرز كل من الديدان شرانق تحتوي على بيضة. هذه الشرانق على شكل ليموني ولونها أصفر شاحب في البداية، وتصبح أكثر بنية اللون حيث تصبح الديدان في الداخل ناضجة. هذه الشرانق واضحة للعين المجردة. 
ثوابت عن دودة زاحف الليل الأوروبي

- من البيض إلى النضج الجنسي حوالي 20 أسبوعا.
- يحدث تكاثر قدره 0.8 بيضة لكل دودة بالغ في الأسبوع.
- تتخلل خلايا البيض في شرنقة .
- يوجد جنين واحد لكل بيضة وتوجد من أربع إلي عشرين بيضة بالشرنقة الواحدة وتبيض الدودة من شرنقة واحدة إلي شرنقتين بالأسبوع